# Elena Anaya Gutiérrez
Elena Anaya Gutiérrez (Palència, 17 de juliol de 1975) és una actriu de cinema espanyola. Es va donar a conèixer el 1996 amb Familia, de Fernando León de Aranoa, i va consolidar la seva trajectòria amb Lucía y el sexo (2001), de Julio Medem, que li va valer una nominació als Premis Goya.
Tot i interessar-se inicialment per activitats com les arts marcials i el submarinisme, es va decantar per la interpretació, formant-se a Madrid i estudiant amb l’actor Manuel Morón. Va iniciar la seva carrera amb papers menors abans d’assolir projecció internacional amb títols com Van Helsing (2004), Hable con ella (2002) i Hierro (2009), pel qual va ser guardonada al Festival Internacional de Cinema de Catalunya.
A més ha estat guardonada amb altres premis atorgats per la Unión de Actores y Actrices, Fotogramas de Plata, el premi Barcelona de Cinema i festivals internacionals, com ara, Fantasporto, i el Festival de Màlaga.
Entre les seves interpretacions més destacades hi ha Habitación en Roma (2010) i La piel que habito (2011), aquesta darrera dirigida per Pedro Almodóvar, que li va suposar el Goya a la millor actriu. Ha participat en produccions espanyoles, internacionals i en sèries de televisió.
Entre 2008 i 2013 va mantenir una relació amb l’artista Beatriz Sanchís. El 2016 va anunciar que esperava un fill amb la seva parella, la figurinista Tina Afugu Cordero.

## Filmografia

### Cinema
- 1995: Adiós Naboelk (curtmetratge)
- 1996: Familia, de Fernando León de Aranoa
- 1996: África, d'Alfonso Ungría
- 1997: ¿De qué se ríen las mujeres?, de Joaquim Oristrell
- 1998: Grandes ocasiones, de Felipe Vega
- 1998: Finisterre, donde termina el mundo, de Xavier Villaverde
- 1998: Lágrimas negras, de Fernando Bauluz
- 1999: Las huellas borradas, d'Enrique Gabriel-Lipschutz
- 2000: El árbol del penitente, de José María Borrell
- 2000: Lucía y el sexo, de Julio Medem
- 2000: El invierno de las anjanas, de Pedro Telechea
- 2001: La habitación azul, de Walter Doehner
- 2001: Rencor, de Miguel Albaladejo
- 2001: Hable con ella, de Pedro Almodóvar
- 2003: Dos tipos duros, de Juan Martínez Moreno
- 2004: Van Helsing, de Stephen Sommers
- 2005: Fràgils (Frágiles), de Jaume Balagueró
- 2005: Dead Fish, de Charley Stadler
- 2006: Miguel y William, de Inés París
- 2006: Alatriste, d'Agustín Díaz Yanes
- 2007: Savage Grace, de Tom Kalin
- 2007: Entre mujeres, de Jon Kasdan
- 2008: L'Instinct de mort, de Jean-François Richet
- 2008: Sólo quiero caminar, d'Agustín Díaz Yanes
- 2009: Cairo Time, de Ruba Nadda
- 2009: Hierro, de Gabe Ibáñez
- 2010: Room In Rome, de Julio Medem[8]
- 2011: La piel que habito, de Pedro Almodóvar
- 2013: Pensé que iba a haber fiesta, de Victoria Galardi
- 2014: Todos estan muertos, de Beatriz Sanchís
- 2015: Swung, de Colin Kennedy
- 2015: La memoria del agua, de Matías Bize
- 2015: Lejos del mar, de Imanol Uribe
- 2016: The Infiltrator, de Brad Furman
- 2016: Zipi y Zape y la isla del capitán, d'Oskar Santos
- 2017: Wonder Woman, de Patty Jenkins
- 2017: La cordillera, de Santiago Mitre
- 2020: Rifkin's Festival, de Woody Allen
- 2022: Jaula, de Ignacio Tatay
- 2022: Fatum, de Juan Galiñanes

### Sèries de televisió
- 2003: Petits Mythes urbains (1 episodi)
- 2019: MotherFatherSon - Sofia Finch (5 episodis)
- 2019: Jett - María (9 episodis)
- 2019: Días de Navidad - Esther (jove) (1 episodi)
- 2020: Professionals - Graciela Dávila (10 episodis)
- 2022: Mentiras pasajeras - Lucía (8 episodis)

## Premis i nominacions
| Any  | Premi                                                   | Categoria                                                       | Títol               | Resultat   |
| ---- | ------------------------------------------------------- | --------------------------------------------------------------- | ------------------- | ---------- |
| 2002 | Premis Goya                                             | Goya a la millor actriu secundària                              | Lucía y el sexo     | Nominada   |
| 2011 | Premis de la Unió d'Actors, Espanya                     | Millor interpretació secundària de cinema                       | Lucía y el sexo     | Guanyadora |
| 2006 | Premis Barcelona de Cinema                              | Millor actriu                                                   | Fràgils             | Nominada   |
| 2009 | Festival Internacional de Cinema Fantàstic de Catalunya | Millor actriu                                                   | Hierro              | Guanyadora |
| 2010 | Fantasporto                                             | Millor actriu                                                   | Hierro              | Guanyadora |
| 2011 | Fotogramas de Plata                                     | Millor actriu de cinema                                         | Habitación en Roma  | Guanyadora |
| 2011 | Premis Goya                                             | Goya a la millor actriu                                         | Habitación en Roma  | Nominada   |
| 2011 | Premis de la Unió d'Actors, Espanya                     | Millor actriu protagonista de cinema                            | Habitación en Roma  | Nominada   |
| 2012 | Academy of Science Fiction, Fantasy & Horror Films, EUA | Millor actriu de repartiment                                    | La piel que habito  | Nominada   |
| 2012 | Cercle d'Escriptors Cinematogràfics, Espanya            | Millor actriu                                                   | La piel que habito  | Nominada   |
| 2012 | Premis Fangoria Chainsaw                                | Millor actriu de repartiment                                    | La piel que habito  | 3a posició |
| 2012 | Fotogramas de Plata                                     | Millor actriu de cinema                                         | La piel que habito  | Guanyadora |
| 2012 | Premis Goya                                             | Goya a la millor actriu                                         | La piel que habito  | Guanyadora |
| 2012 | Premi Sant Jordi de Cinematografia                      | Millor actriu espanyola                                         | La piel que habito  | 2a posició |
| 2012 | Premis de la Unió d'Actors, Espanya                     | Millor actriu protagonista de cinema                            | La piel que habito  | Nominada   |
| 2013 | Fotogramas de Plata                                     | Intèrpret més buscat a Internet                                 |                     | Nominada   |
| 2014 | Festival de Màlaga                                      | Bisnaga de Plata a la millor actriu (ex aequo amb Natalia Tena) | Todos están muertos | Guanyadora |